# Félicien Marceau
Félicien Marceau   (Kortenberg, 16 de setembre de 1913 - Courbevoie, 7 de març de 2012) pseudònim de Louis Carette, fou un autor dramàtic, novel·lista i assagista francès d'origen belga.

## Obra dramàtica
- 1951. L'École des moroses
- 1954. Caterina. Estrenada al Théâtre de l'Atelier de París.
- 1956. L'Œuf. Estrenada al Théâtre de l'Atelier.
- 1958. La Bonne Soupe. Estrenada al Théâtre du Gymnase de París.
- 1960. L'Étouffe-Chrétien. Estrenada al Théâtre de la Renaissance de París.
- 1962. Les Cailloux. Estrenada al Théâtre de l'Atelier de París.
- 1964. La Preuve par quatre. Estrenada al Théâtre de la Michodière de París.
- 1965. Madame Princesse. Estrenada al Théâtre du Gymnase de París.
- 1966. Un Jour, j'ai rencontré la vérité. Estrenada a la Comédie des Champs Elyseés de París.
- 1969. Le Babour. Estrenada al Théâtre de l'Atelier de París.